# Блисс, Артур
Артур Эдуард Драммонд Блисс (англ. Arthur Edward Drummond Bliss; 2 августа 1891 — 27 марта 1975) — британский композитор.
Старший из трёх сыновей Фрэнсиса Эдварда Блисса (1847–1930) и его второй жены Агнес Кеннард Дэвис (1858–1895). Окончил Королевский колледж музыки, ученик Чарльза Вильерса Стенфорда. Во время Первой мировой войны был пехотным офицером. По возвращении в Англию Блисс быстро стал заметной фигурой в британской музыке благодаря ряду экстравагантных сочинений: Концерту для тенора, фортепиано и струнных (вокальная партия без слов), Цветной симфонии (1922), основанной на идее о наличии звуковых ассоциаций у каждого цвета, и др. В дальнейшем тяга Блисса к экспериментам носила более умеренный характер.
В 1923–1925 и 1938–1941 годах проживал в США. В 1942–1944 годах занимал должность музыкального директора Би-Би-Си. В 1953 г. Блисс был удостоен звания Мастер королевской музыки.

## Наиболее известные сочинения Блисса
- симфония с хором «Утренние герои» (1930)
- опера «Олимпийцы» (1949)
- телеопера «Товия и ангел» (1960)
- балет «Шах и мат» (1937, режиссёр-постановщик Нинет де Валуа)
- балет «Чудо в Горбалсе» (1944)
- симфония «Герои утра» (с чтецом и хором, 1930)
- концерт для виолончели с оркестром
- «Размышления на тему Джона Блоу» (1955)
- «Вариации-метаморфозы» (1972)